# Neoxyphinus axe
Neoxyphinus axe – gatunek pająka z rodziny Oonopidae.

## Taksonomia
Gatunek ten opisany został po raz pierwszy w 2012 roku przez Naiarę Abrahim i Antônia D. Brescovita na łamach „American Museum Novitates”. Jako lokalizację typową wskazano Estação Ecológica do Una w Ilhéusie w brazylijskim stanie Bahia. Epitet gatunkowy pochodzi od słowa Axé oznaczającego w wierzeniach Candomblé „świętą siłę natury”.

## Morfologia
Holotypowy samiec ma 2,44 mm, a paratypowa samica 2,65 mm długości ciała. Karapaks jest ciemnoczerwonobrązowy, gładki z trzema promieniście rozchodzącymi się szeregami guzków, o lekko wyniesionej części głowowej, tępo ząbkowany na krawędziach bocznych, a na powierzchniach tylno-bocznych zaopatrzony w trzy pary dużych kolców. Nadustek ma prostą w widoku przednim, lekko obrzeżoną krawędź. Kolor szczękoczułków, szczęki i wargi dolnej jest pomarańczowobrązowy. Pomarańczowobrązowe, dłuższe niż szerokie sternum pozbawione jest mikrorzeźby. Odnóża są pomarańczowobrązowe. Łącznik jest długi i rurkowaty. Opistosoma (odwłok) ma ciemnoczerwonobrązowe, gładkie, u samca drobno i tępo w przedniej połowie ząbkowane skutum grzbietowe oraz ciemnoczerwonobrązowe skutum postepigastryczne.
Genitalia samicy cechują się płytką płciową o wąskim przedsionku. Nogogłaszczki samca są w całości pomarańczowobrązowe, wyposażone w embolus o wąskim guzku przednio-bocznym, ostrej listewce przednio-bocznej i niewyraźnym wyrostku wierzchołkowym.

## Rozprzestrzenienie
Pająk neotropikalny, endemiczny dla Brazylii, znany tylko ze stanu Bahia. 